# Odra (Zágráb)
Odra falu Zágráb közigazgatási területén Horvátországban, a főváros déli részén. Ma Zágráb Novi Zagreb – zapad városnegyedéhez tartozik.

## Fekvése
Zágráb városközpontjától légvonalban 9, közúton 13 km-re délre, a Száva jobb partján fekvő síkságon, Mala Mlaka és Hrašće Turopoljsko között fekszik. 

## Története
Az emberi élet legrégibb nyomai ezen a vidéken a Római Birodalom korából származnak. Innen került elő egy, a 2. századból származó római sírkőlap.   
A falu már a középkorban is létezett. Első írásos említése Szent Györgynek szentelt templomával együtt 1334-ben történt a zágrábi egyházmegye statutumában a zágrábi főesperesség plébániái között. Szent György napja azóta is a falu legnagyobb ünnepe, melyhez számos népszokás fűződik, melyek közül a legnépszerűbb a fiatalok körbejárása a faluban. Ezen a napon tartják a templomban a hagyományos orgonakoncertet. 
Az első katonai felmérés térképén „Odra oder Veliki Turje” néven található. Lipszky János 1808-ban Budán kiadott repertóriumában „Odra” néven szerepel. Nagy Lajos 1829-ben kiadott művében „Odra” néven 49 házzal és 418 katolikus lakossal találjuk. 
1857-ben 422, 1910-ben 667 lakosa volt. Zágráb vármegye Nagygoricai járásához tartozott. 1941 és 1945 között a Független Horvát Állam része volt, majd a szocialista Jugoszlávia fennhatósága alá került. 1991-től a független Horvátország része. 1991-ben lakosságának 97%-a horvát nemzetiségű volt. 2011-ben 1866 lakosa volt.

## Népessége
| Lakosság változása | Lakosság változása | Lakosság változása | Lakosság változása | Lakosság változása | Lakosság változása | Lakosság változása | Lakosság változása | Lakosság változása | Lakosság változása | Lakosság változása | Lakosság változása | Lakosság változása | Lakosság változása | Lakosság változása | Lakosság változása |
| ------------------ | ------------------ | ------------------ | ------------------ | ------------------ | ------------------ | ------------------ | ------------------ | ------------------ | ------------------ | ------------------ | ------------------ | ------------------ | ------------------ | ------------------ | ------------------ |
| 1857               | 1869               | 1880               | 1890               | 1900               | 1910               | 1921               | 1931               | 1948               | 1953               | 1961               | 1971               | 1981               | 1991               | 2001               | 2011               |
| 422                | 481                | 554                | 581                | 635                | 667                | 691                | 826                | 724                | 779                | 813                | 933                | 1.059              | 1.339              | 1.487              | 1.866              |

## Nevezetességei
- Szent György vértanú tiszteletére szentelt római katolikus plébániatemploma[6] 1749 és 1780 között épült barokk stílusban. Egyhajós épület félköríves apszissal, melyhez délről csatlakozik a sekrestye. Harangtornya a főhomlokzat északi oldalán áll. A szentély boltozatát és az apszist falfestmények díszítik. Három harangjából az egyiket 1766-ban a lepoglavai pálosok öntőműhelyében öntötték.

- Szent Izidor tiszteletére szentelt kis utikápolnája[7] a plébániatemplomtól délre fekvő útkereszteződésben, a temető közelében áll. A kápolna 1819-ben épült, a benne álló szobor a 19. század második feléből való. Szent Izidor a földművesek védőszentje. A szobor jellegzetessége, hogy a szentet népviseletben ábrázolja.

## Kultúra
A „Mladost” Odra kulturális és művészeti egyesület több mint 40 éve működik azzal a céllal, hogy megőrizze szülőhelyének, a Túrmezőnek és az ország más részeinek hagyományait. Az egyesületet 1976-ban alapították, ma körülbelül száz tagot számlál, akik két csoportban: tánc és tambura működnek. Az egyesület tamburazenekara a tánccsoport előadásain is játszik, alkalmi és koncertelőadásokat is tart. Az egyesület számtalan helyi, országos és külföldi kulturális eseményen vett már részt. Büszkék humanitárius munkájukra is, amelyet a speciális igényekkel rendelkező és megfelelő szülői gondoskodást nem kapó gyermekek, valamint a háború sújtotta Horvátország egyes részeiről származó menekültek, az idősek és a betegek javára végeznek.

## Oktatás
A régi iskolaépület 1859-ben épült, a tanítás 1860-ban indult meg benne. Négyszög alaprajzú épület sátortetővel. Udvari épülete később, a 20. század elején, az iskola bővítésekor épült. Az épületet 1978-ban óvodának alakították át.

## Sport
Az NK Odra Zagreb labdarúgóklubot 1947-ben alapították. Jelenleg a zágrábi 1. ligában szerepel.

## Egyesületek
DVD Odra önkéntes tűzoltó egyesület